# Stropieszyn (województwo wielkopolskie)
Stropieszyn – wieś w Polsce położona w województwie wielkopolskim, w powiecie kaliskim, w gminie Mycielin.
Część wsi Stropieszyno, będąca własnością kapituły katedralnej gnieźnieńskiej, pod koniec XVI wieku leżała w powiecie kaliskim województwa kaliskiego. W latach 1975–1998 miejscowość położona była w województwie kaliskim.